# Simon Cowell
Simon Cowell (* 7. října 1959 Londýn) je anglická televizní osobnost, herec, podnikatel, producent a výkonný ředitel. Byl členem poroty v britských televizních soutěžích talentů Pop Idol (2001–2003), The X Factor UK (2004–2010, 2014 – současnost) a Britain's Got Talent (2007 – současnost). Kromě toho zasedl do poroty i v amerických televizních soutěžích talentů American Idol (2002–2010), Americký X Factor (2011–2013) a America's Got Talent (2016 – současnost). Je také ředitelem, zakladatelem a výkonným ředitelem britské zábavní společnosti Syco Entertainment.
Po úspěchu ve funkcích hudebního producenta, vyhledávače talentů a konzultanta v britském hudebním průmyslu se na veřejnosti objevil v roce 2001 jako porotce soutěže Pop Idol, kterou spolu s jejím tvůrcem Simonem Fullerem úspěšně uvedl na ITV. Následně spoluzaložil show X Factor (2004) a Got Talent (2006), které se prodávaly televizím po celém světě. V letech 2004 a 2010 ho americký týdeník Time jmenoval jedním ze 100 nejvlivnějších lidí světa. V roce 2008 ho The Daily Telegraph zařadil na šesté místo v seznamu „100 nejmocnějších lidí v britské kultuře“. Ve stejném roce byl oceněn na National Television Awards. V roce 2010 získal zvláštní cenu BAFTA za „Mimořádný přínos zábavnímu průmyslu a za hledání nových talentů“. V roce 2018 získal hvězdu na hollywoodském chodníku slávy v kategorii televize.

## Filmografie
- Far Far Away Idol – 2004
- Late Night with Conan O'Brien: The Best of Triumph the Insult Comic Dog – 2004
- Shrek 2 – 2004
- Scary Movie 3 – 2003
- World Idol – 2003
- One Hit Wonderland – 2001
- Simpsonovi – 1989